# Schermcke
Schermcke ist ein Ortsteil der Stadt Oschersleben (Bode) im Landkreis Börde in Sachsen-Anhalt (Deutschland). Bis zum 30. Juni 2009 war Schermcke eine selbstständige Gemeinde, in der 628 Einwohner auf 9,41 km² lebten (31. Dezember 2007).

## Geografie
Schermcke liegt am nordwestlichen Rand der Magdeburger Börde. Das Gebiet um Schermcke fällt nach Süden zur Bode ab, während in Richtung Nordwesten das Gelände auf über 200 m ü. NN ansteigt. Es handelt sich dabei um die südöstliche Fortsetzung des Lappwald-Höhenzuges (Kniel 205 m ü. NN). Die ehemalige Gemeinde war fast vollständig von der Gemarkung der Stadt Oschersleben (Bode) umschlossen.

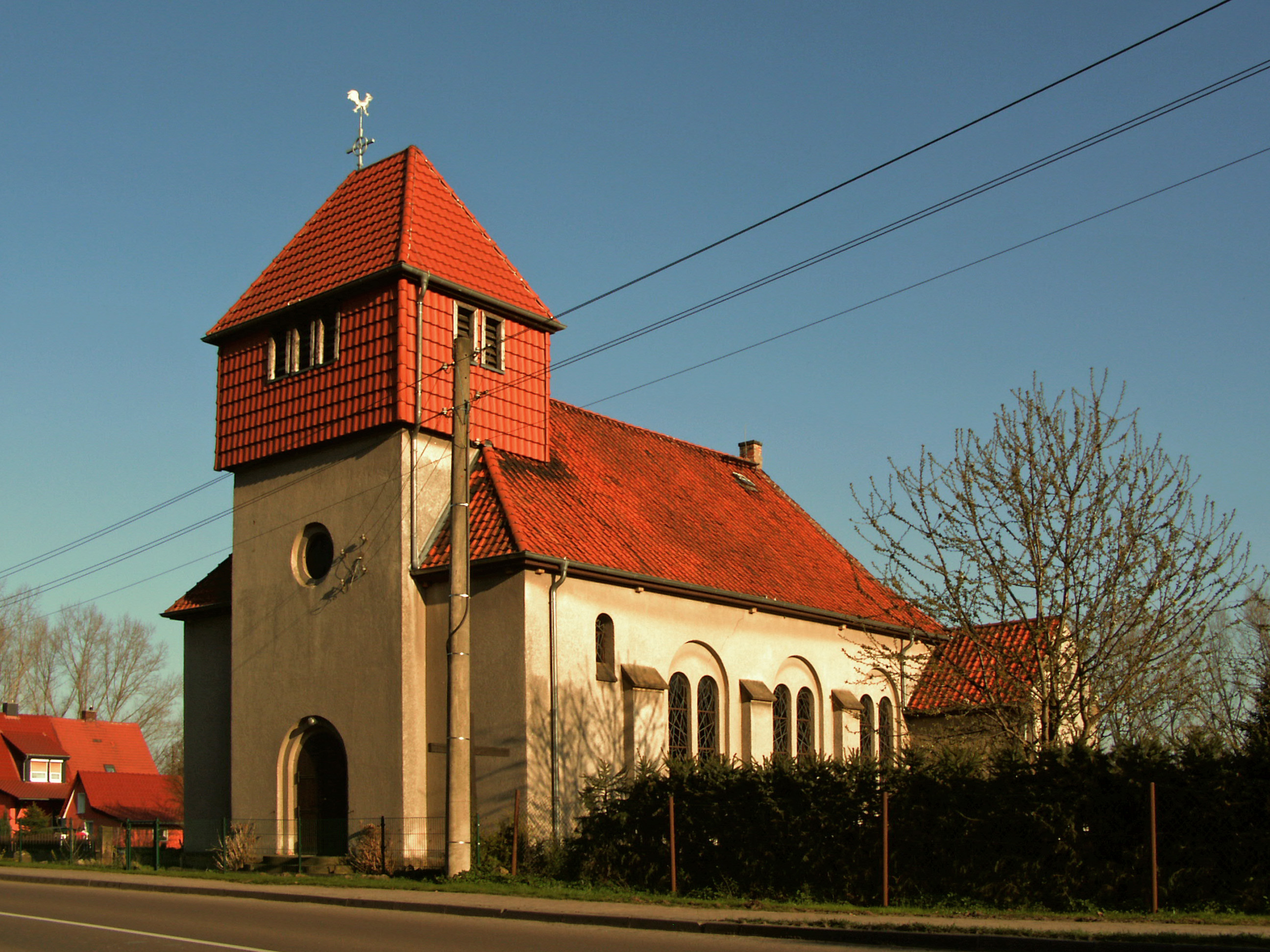
Katholische Kirche St. Norbert

## Geschichte
Die evangelische Kirche Sankt Stephanus, ein ursprünglicher Bau aus der Mitte des 13. Jahrhunderts, wurde um 1600 im Renaissancestil umgebaut und erweitert. Sie gehört heute zum Kirchenkreis Egeln.
Die katholische Kirche Sankt Norbertus wurde benannt nach Norbert von Xanten. 1913 erfolgte ihre Grundsteinlegung, und 1914 erhielt sie ihre Weihe. 1999 hat das Landesamt für Denkmalpflege die Kirche in die Denkmalliste aufgenommen. Heute gehört die Kirche, die seit 2006 nur noch selten genutzt wird, zur Pfarrei St. Marien mit Sitz in Oschersleben.
Eine Burg wird bereits im 12. Jahrhundert erwähnt. Im Jahre 1373 wechselte der Besitz an die Familie von der Asseburg. 1396 verpfändet  Erzbischof Albrecht Burg und Dorf Schermcke für 200 Mark an Busso von Berwinkel (bis 1489 in Familienbesitz). 1511 erfolgte der Neubau einer vierflügeligen Burg. 1720 wird die Burg preußische Domäne. 1900 wechselte der Besitz an Ernst Wrede, der auf den Mauern der alten Burg 1902 ein zweigeschossiges Schloss errichtet. 1945 wurden die Besitzer durch die Kommunisten zwangsenteignet und vertrieben. Hiernach diente das Schloss zeitweise als Sitz des Volksgutes, als Kindergarten, Gemeindeschwesternstation und Gemeindebüro sowie zu Wohnzwecken. Das Gebäude befindet sich in Privatbesitz und lässt nur wenig vom alten Glanz ahnen.
Der Bauernhof Schermcke in der Breite Straße 6 ist das älteste Fachwerkhaus der Ortschaft.
Genau 40 Jahre lang vom 20. Juli 1950 bis zum 30. Juni 1990 war Schermcke ein Ortsteil der Gemeinde Ampfurth, die heute ebenfalls zur Stadt Oschersleben gehört. Die Beharrlichkeit der Schermcker brachte am 1. Juli 1990 die Eigenständigkeit. Seit 1995 führt die Gemeinde ein Wappen (ehemalige Bockwindmühle), eine Flagge und ein Siegel.
Im Rahmen der Dorferneuerung wurden in den letzten Jahren der Dorfplatz und der Gemeindehof neu gestaltet.
Freiwillige Feuerwehr, Schützenverein, Sportverein, Blasmusikkapelle und der Bürgerverein prägen das Gemeindeleben, zu dem das traditionelle Herbst- und Erntefest gehört.
Vier Kilometer südlich von Schermcke befindet sich der 1997 neu eröffnete Motorsport Arena Oschersleben.
Schermcke wurde am 1. Juli 2009 nach Oschersleben (Bode) eingemeindet.

## Politik

Wappen von Schermcke

### Wappen
Das Wappen wurde am 21. August 1995 durch das Regierungspräsidium Magdeburg genehmigt.
Blasonierung: „In Blau eine goldene Windmühle auf goldenem gewölbten Schildfuß.“
Das Wappen wurde von dem Magdeburger Kommunalheraldiker Jörg Mantzsch gestaltet.

### Flagge
Die Flagge der ehemaligen Gemeinde Schermcke ist gelb-blau gestreift (1:1) mit aufgelegtem Gemeindewappen.

## Wirtschaft und Infrastruktur
In Schermcke sind unter anderem Metallbau- und Elektrofirmen ansässig, die meisten Bewohner sind Pendler.

### Verkehrsanbindung
Von Schermcke führen Landstraßen in die umliegenden Städte Oschersleben (Bode), Wanzleben und Seehausen. Der nächste Bahnhof befindet sich in der 5 km entfernten ehemaligen Kreisstadt Oschersleben (Bode) an der Bahnstrecke Magdeburg–Halberstadt–Thale. Der nächstgelegene Fernbahnhof ist Magdeburg Hauptbahnhof.

## Persönlichkeiten

### Söhne und Töchter der Gemeinde
- Rudolf Hobohm (1859–1933), Ingenieur und kommissarischer Bürgermeister von Saarbrücken
- Adolf Strauß (1879–1973), Offizier im Ersten und Zweiten Weltkrieg, zuletzt im Rang eines Generalobersten, Befehlshaber der 9. Armee
- Fritz Montag (1896–1943), Politiker (NSDAP) und SS-Führer

### Personen mit Bezug zum Ort
- Wilhelm Beyer (1885–1945), NSDAP-Politiker, starb hier während einer Dienstreise